# Jan Jakub Gay

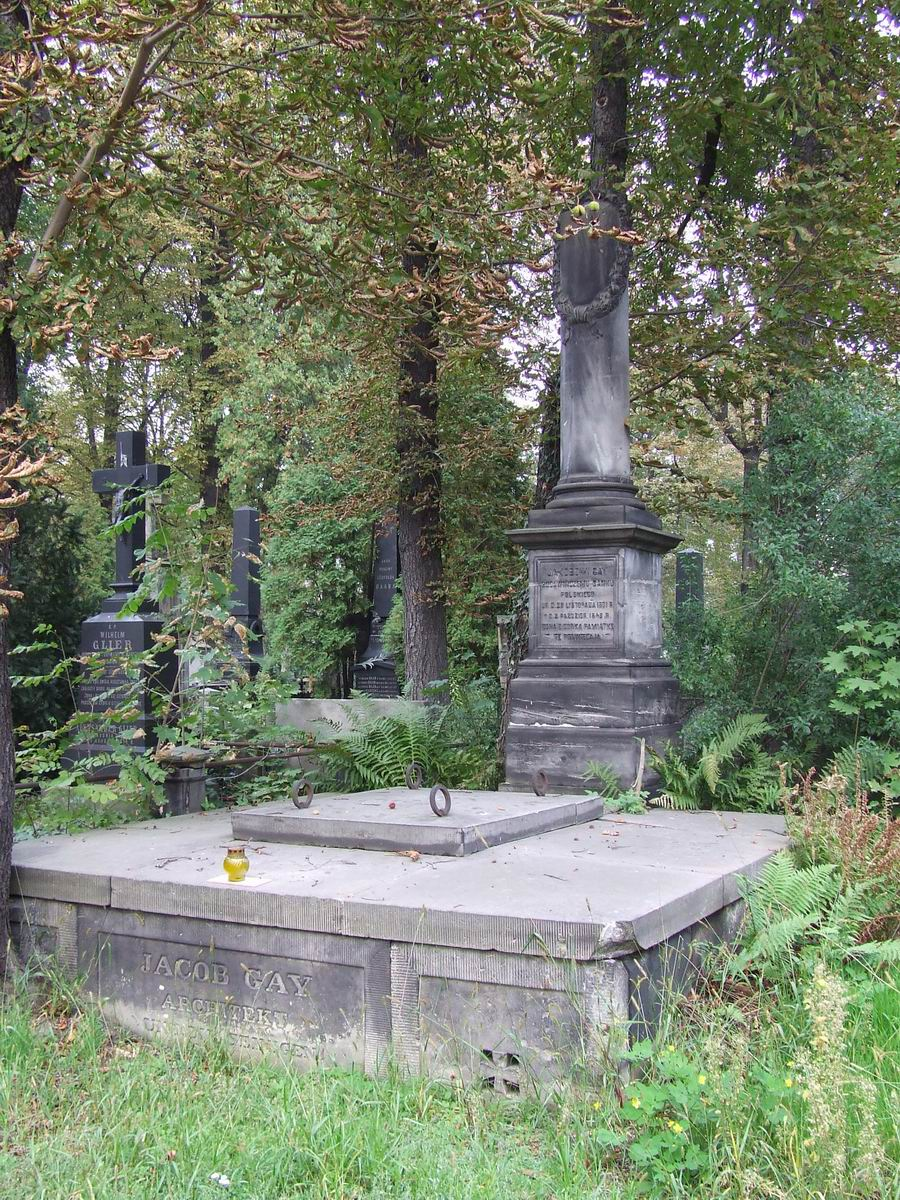
Das Grab Gays auf dem Evangelisch-Augsburgischen Friedhof in Warschau

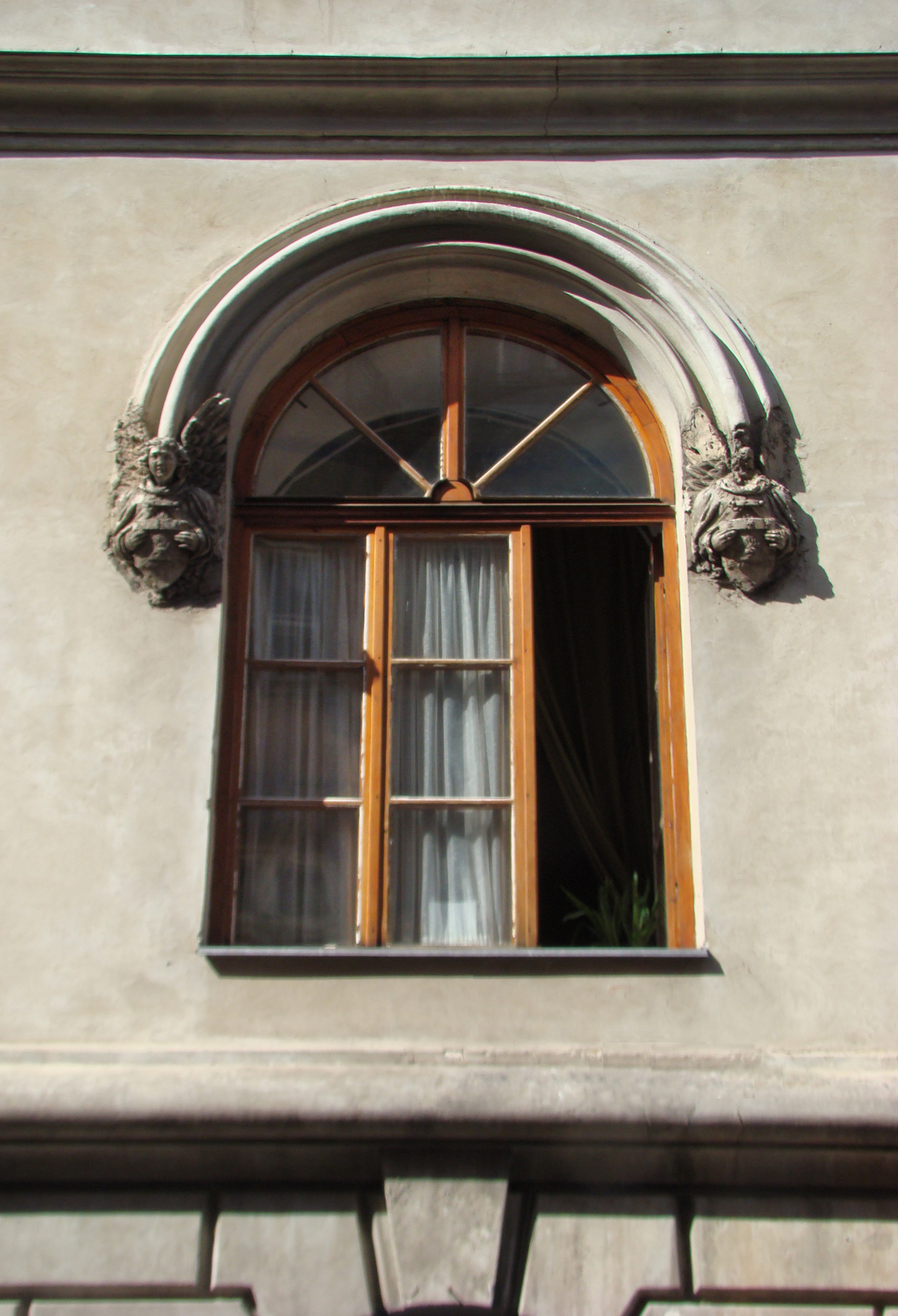
Detail des Hauses der Wohlfahrtsgesellschaft, Warschau, Bednarska 26

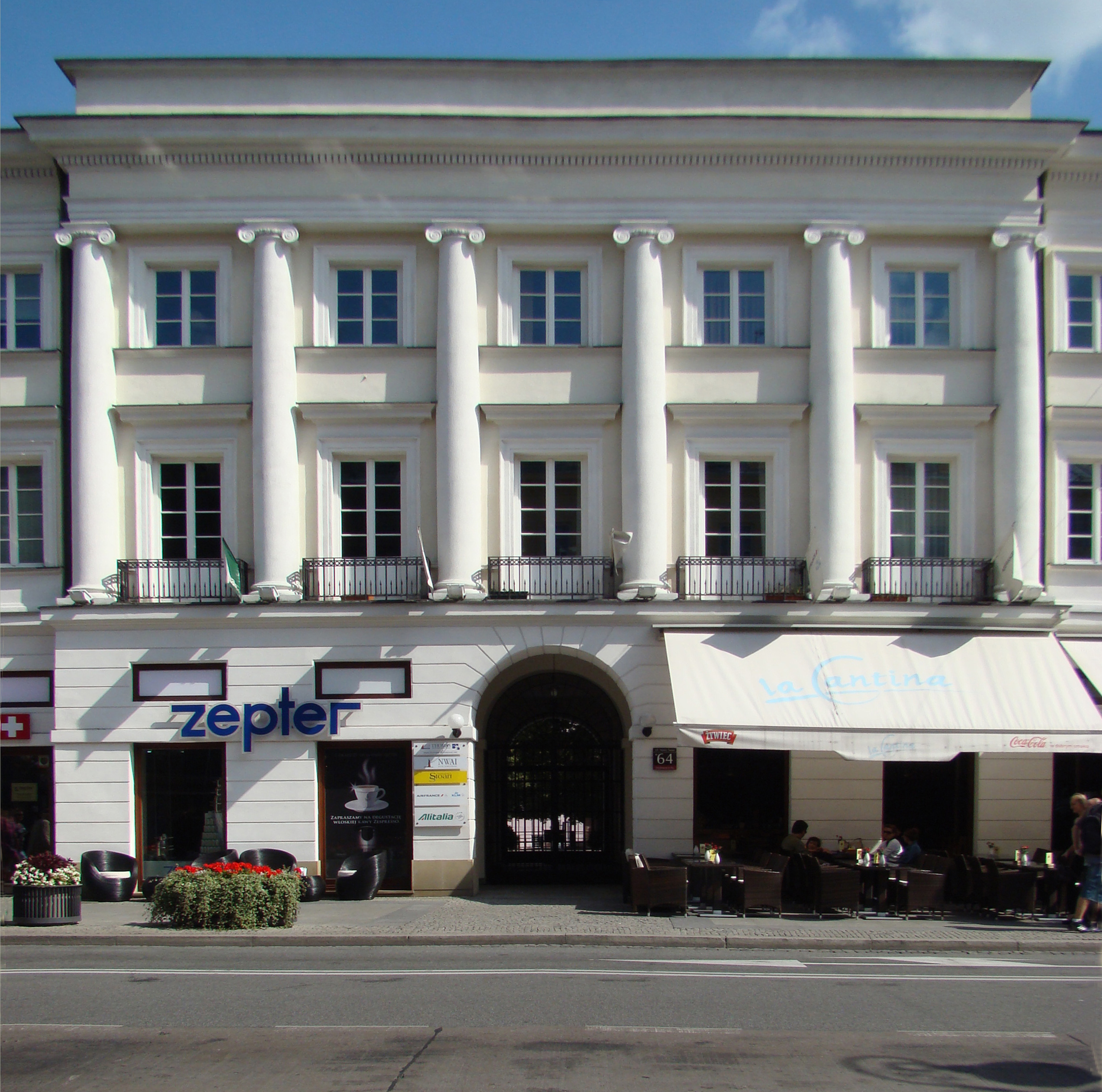
Mietshaus, Warschau, Nowy Świat 26

Jan Jakub Gay (* 29. November 1801 in Kamionka; † 2. Oktober 1849 in Warschau) war ein polnischer Architekt und als solcher ein Vertreter des Historismus. Er gehört zu den bedeutendsten Warschauer Architekten der ersten Hälfte des 19. Jahrhunderts.

## Leben
Als Jugendlicher gehörte Gay dem Kadettencorps in Kalisz an. Von 1822 bis 1825 diente er in der Armee des polnischen Königreichs. Im Jahr 1830 ging er auf Empfehlung des polnischen Finanzministeriums zum Studium nach England. Seine Studien setzte er in Holland, Frankreich und Deutschland fort.
Als erster Warschauer Architekt nutzte er gusseiserne Konstruktions- und Gestaltungselemente wie auch verzinkte Blechdächer. Er und Francesco Maria Lanci waren bei Verwendung von Eisenbauelementen die einflussreichsten Architekten der Region in ihrer Zeit. Das wichtigste Gebäude dieser Bauart war die heute nicht mehr existierende Bazarhalle Gościnny Dwór.
Darüber hinaus gehörte Gay (wie auch Lanci) neben Architekten wie Henryk Marconi, Alfons Kropiwnicki oder Andrzej Gołoński  zu den bedeutendsten Vertretern des Eklektizismus in Warschau. Häufig griff er auf Stilelemente der Renaissance und des Barocks zurück.
Gay war Mitglied des Königlichen Architekteninstituts in London und der Petersburger Kunstakademie. Er war mit Anna Heurich verheiratet und hatte fünf Kinder, zu denen Stanislaw Gay gehörte, der am 19. Februar 1863 in der Schlacht bei Krzywosądz (Kujawien) fiel. Ein Enkel des Architekten war Henryk Julian Gay, ebenfalls Architekt. Gay war evangelisch und wurde auf dem Evangelisch-Augsburgischen Friedhof in Warschau beigesetzt. Sein Grab befindet sich dort noch heute.

## Bauten (Auswahl)
- Gebäude der ehemaligen Börse und Nationalbank in Warschau, gemeinsam mit Antonio Corazzi, 1828–1830
- Speicher der Festungsanlage Modlin an der Narew in Nowy Dwór Mazowiecki, 1832
- Stara Papiernia, Konstancin-Jeziorna, 1836–1838
- Gay-Palast, ein im Zweiten Weltkrieg zerstörtes, eigenes Gebäude in der Warschauer Innenstadt, 1838
- Umbau des Kazanowski-Palastes, Warschau, 1840–1841
- Haus der Warschauer Wohlfahrtsgesellschaft, 1840–1841
- Gościnny Dwór, Warschau, 1841
- Bahnhofsstation der Warschau-Wiener Bahnstrecke in Żyrardów, 1845
- Judas-Thaddäus-Kapelle in Ruda Maleniecka, 1848
- Cohn-Haus an der Ecke Ulica Przechodnia/Ptasia in Warschau
- Nowakowski-Haus an der Ulica Królewska in Warschau